# Indian Ocean Drive
Der Indian Ocean Drive ist eine Küstenstraße im Südwesten des australischen Bundesstaates Western Australia. Er verbindet die Lancelin Road bei Lancelin mit dem Brand Highway südlich von Dongara. Seit der Fertigstellung (s. u.) trägt die gesamte Straße die Nummer Staatsstraße 60 (S60).

## Geschichte
Am 26. September 2010 wurde der letzte, 65 km lange Abschnitt von den nördlichen Vororten von Lancelin bis zum alten Pinnacles Desert Drive, ca. 10 km südlich von Cervantes, eröffnet. Dieser Streckenabschnitt kostete AU-$ 95 Mio.
Die neue Straße bietet Reisenden von Perth nach Geraldton eine um 30 Minuten kürzere und aussichtsreichere Fahrt als der im Landesinneren verlaufende Brand Highway. Dieser wird aber weiterhin dem Schwerverkehr dienen.

## Verlauf
Der Indian Ocean Drive zweigt ca. 6 km südwestlich von Lancelin von der Lancelin Road nach Norden ab. In etwa 5 km Abstand von der Küste des Indischen Ozeans führt er nach Norden bis zum Wedge Island, ca. 20 km nördlich von Lancelin. Dort erreicht er die Küste und verläuft direkt an ihr bis zu seinem Ende am Brand Highway. Er verbindet die Küstensiedlungen Cervantes, Jurien Bay, Green Head, Leeman, Coolimba und Illawong.
Dabei durchzieht die durchgehend zweispurig ausgebaute Straße mehrere National- und Naturparks an der Küste, so (von Süden nach Norden) die Wanagarren Nature Reserve, den Nambung-Nationalpark, die Southern Beekeepers Nature Reserve, den Drovers-Cave-Nationalpark, den Lesueur-Nationalpark, den Stockyard-Gully-Nationalpark und die Beekeepers Nature Reserve.
Ca. 32 km südlich der Küstensiedlung Dongara trifft der Indian Ocean Drive auf den Brand Highway und endet.